# Andrea Belicchi
Andrea Belicchi (Parma, 18 dicembre 1976) è un pilota automobilistico italiano.

## Carriera
Ha partecipato a competizioni quali Porsche Supercup, European Le Mans Series e campionato del mondo endurance.
Ha vinto il campionato russo di Formula 3 nel 2002 e il campionato finlandese di Formula 3 nel 2003 con la scuderia Lukoil Racing e precedentemente il Eurocup Mégane Trophy nel 1998. Ha anche gareggiato in Formula 3000 italiana e Formula Renault V6 Eurocup prima di passare alle competizioni su ruote coperte.

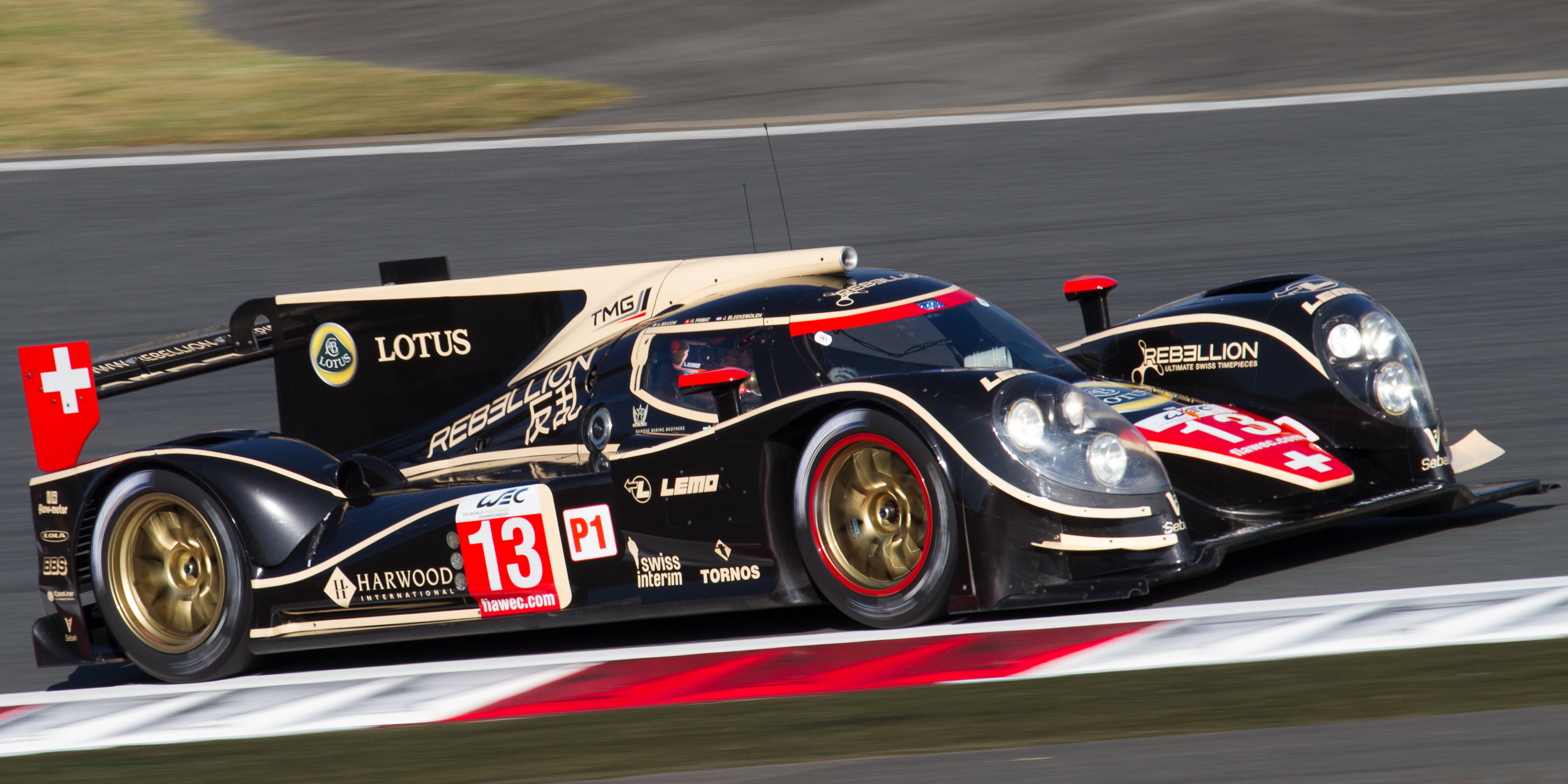
Andrea Belicchi su una Lola B12-60 alla 6 ore del Fuji 2012

È stato campione della classe GTS nel 2006 International GT Open insieme a Stefano Zonca. Sempre nel 2006 ha vinto nella classe GT2 la 1000 km del Nürburgring del 2006 su una GPC Ferrari. Nel 2007 ha guidato una Spyker alla Le Mans Series. Nel 2008 è passato alla classe LMP2, arrivando secondo in classe alla 1000 km di Catalogna. Nel 2009 è passato alla classe LMP1, dove ha conquistato il 2º posto assoluto ai 1000 km di Silverstone.
Nel 2010 partecipa alla Le Mans Series con il team Rebellion Racing. Alla guida di una Lola-Judd, è arrivato terzo assoluto alla 1000 km di Le Castellet 2010. Dopo diverse squadre ritirate all'Intercontinental Le Mans Cup Belicchi ha ottenuto due secondi posti nella Le Mans Series con Jean-Christophe Boullion come partner ed è arrivato secondo nella classe LMP1.
Mentre la classe LMP1 fu abbandonata dal programma Le Mans Series del 2012, Belicchi rimase con la Rebellion per partecipare al nuovo campionato FIA World Endurance Championship, guidando una Lola-Toyota con Harold Primat. Con due quarti posti a Silverstone e Shanghai, è arrivato 16º nella classifica piloti. Nel 2013, ha continuato con la Rebellion nella classe LMP1, finendo terzo a Fuji e quarto a Shanghai. Nel 2014 ha concluso al sesto posto assoluto in Bahrain e all'ottavo a Shanghai. Con tre vittorie in classe è finito secondo classificato nella classe LMP1 dietro i suoi compagni di squadra.
Nel 2015 Belicchi è passato alle auto da turismo partecipando alla TCR International Series con una SEAT León.

## Risultati

### Campionato del mondo endurance
(legenda) (Le gare in grassetto indicano la pole position) (Gare in corsivo indicano Gpv)
| Anno      | Classe | Scuderia         | Vettura      | 1       | 2       | 3       | 4       | 5      | 6     | 7     | 8       | Pos. | Punti |
| --------- | ------ | ---------------- | ------------ | ------- | ------- | ------- | ------- | ------ | ----- | ----- | ------- | ---- | ----- |
| 2012      | LMP1   | Rebellion Racing | Lola B12/60  | SEB 19  | SPA 5   | LMS 9   | SIL 4   | SAN 6  | BHR 5 | FUJ 7 | SHA 4   | 8°   | 62,5  |
| 2013      | LMP1   | Rebellion Racing | Lola B12/60  | SIL 5   | SPA 5   | LMS 13  | SAN     | CDA    | FUJ 3 | SHA 4 | BHR Rit | 13°  | 36,5  |
| 2014      | LMP1   | Rebellion Racing | Lola B12/60  | SIL Rit | SPA Rit | LMS Rit | COA Rit | FUJ 10 | SHA 8 | BHR 6 | SÃO 7   | 17°  | 19    |
| 2019–2020 | LMP2   | Cetilar Racing   | Dallara P217 | SIL 10  | FUJ 12  | SHA 12  | BHR 11  | CDA 11 | SPA 8 | LMS 8 | BHR 8   | 12°  | 72    |

### TCR International Series
| Anno | Scuderia           | Vettura                  | 1        | 2         | 3       | 4       | 5       | 6        | 7        | 8        | 9       | 10      | 11      | 12      | 13      | 14        | 15      | 16        | 17    | 18    | 19    | 20    | 21      | 22      | Pos. | Punti |
| ---- | ------------------ | ------------------------ | -------- | --------- | ------- | ------- | ------- | -------- | -------- | -------- | ------- | ------- | ------- | ------- | ------- | --------- | ------- | --------- | ----- | ----- | ----- | ----- | ------- | ------- | ---- | ----- |
| 2015 | Target Competition | SEAT León Cup Racer      | MAL 1 5  | MAL 2 5   | CIN 1 5 | CIN 2 1 | SPA 1 4 | SPA 2 SQ | POR 1 12 | POR 2 10 | ITA 1 3 | ITA 2 5 | AUT 1 3 | AUT 2 5 | RUS 1 3 | RUS 2 Rit | RBR 1 2 | RBR 2 11† | SIN 1 | SIN 2 | THA 1 | THA 2 | MAC 1 8 | MAC 2   | 6º   | 186   |
| 2016 | Target Competition | Opel Astra TCR           | BHR 1 14 | BHR 2 Rit | POR 1   | POR 2   | BEL 1   | BEL 2    | ITA 1    | ITA 2    | AUT 1   | AUT 2   | GER 1   | GER 2   | RUS 1   | RUS 2     | THA 1   | THA 2     | SIN 1 | SIN 2 | MAL 1 | MAL 2 |         |         | 28º  | 4     |
| 2016 | Mulsanne Racing    | Alfa Romeo Giulietta TCR |          |           |         |         |         |          |          |          |         |         |         |         |         |           |         |           |       |       |       |       | MAC 1 8 | MAC 2 9 | 28º  | 4     |

## Curiosità
Andrea Belicchi è il "protagonista" di una delle canzoni di un famosissimo simulatore di guida per PC, uscito nel 2006: "GTR2 - FIA GT Racing Game". All'inizio della canzone infatti si sente "Attenzione il concorrente numero 15 della Renault V6 Belicchi è atteso con urgenza dai commissari sportivi, grazie"